# Brødre
Hermanos (Brødre), también conocida en algunos países de habla hispana como Verdades Ocultas es una película danesa escrita y dirigida por Susanne Bier. La película se estrenó en el año 2004.
La película aborda el tema de la guerra en Afganistán de 2001 y las secuelas psicológicas de los prisioneros de guerra.

## Sinopsis
En la vida de dos hermanos la guerra, el dolor y el amor forman un todo de consecuencias imprevisibles. Michael lleva una apacible vida: tiene una brillante carrera militar, una mujer bella y dos hijas. Su hermano menor Jannik vive sin rumbo, siempre al borde de la ley. Poco después de ser enviado a Afganistán en una misión de las Naciones Unidas, Michael desaparece en combate. Entonces Jannik se ocupa de consolar y proteger a su cuñada Sarah y, contra toda previsión, demuestra ser capaz de asumir responsabilidades personales y familiares. Cuando Michael regresa a casa, traumatizado por su experiencia como prisionero de guerra, ya nada es lo mismo. (FILMAFFINITY)

## Premios
2004: Festival de San Sebastián: Concha de Plata Mejor Actriz (Nielsen) y Actor (Thomsen)  2005: Festival de Sundance: Premio del Público (Internacional)  2005: Premios del Cine Europeo: 7 nominaciones incluyendo mejor película

## Críticas
- "Este drama sobrio, construido sobre moldes conocidos pero mantenido con pulso de hierro (...) exige una cierta suspensión de incredulidad. (...) Una vez superada ésta, la película se va asentando lenta pero inexorablemente"  M. Torreiro: Diario El País
- "Están tan bien tramados los hilos de esta envenenada historia de relaciones familiares, están tan bien solapadas las fatalidades y los personajes se enfrentan a tales profundidades morales y emocionales que acaba uno con la misma sensación de ahogo que si hubiera visto la película con la cabeza metida en una bolsa de plástico cerrada herméticamente. (...) Puntuación: 3 (sobre 5)."  Oti Rodríguez Marchante: Diario ABC
- "La director lleva a los personajes al límite, en un entorno familiar y social que queda patas arriba ante la fuerza de lo inesperado. (...) Lo mejor: la intensidad de los actores y la brillantez del guión en las situaciones más incómodas (...) Puntuación: 3 (sobre 5)."  Alberto Bermejo: Diario El Mundo
- Ruthe Stein: SFGATE
- "Todos los involucrados están en su punto máximo en esta mirada inquebrantable a los sentimientos reprimidos y la devastación emocional".  Kirk Honeycutt: The Hollywood Reporter
- "Un drama de complejidad moral poco común, humor inesperado, transformaciones convincentes (para bien y mal) y, lo mejor de todo, una energía vibrante e impredecible."  Joe Morgenstern: The Wall Street Journal
- "Fascinante de principio a fin"  David Ansen: Newsweek

## Argumento
La historia se desarrolla alrededor de los acontecimientos vividos por dos hermanos que se reencuentran; Michael (Ulrich Thomsen), un hombre con una carrera militar exitosa, una esposa, dos hijas y sus padres que lo aprecian y se sienten orgullosos de él y Jannik (Nikolaj Lie Kaas), el más joven, un "vagabundo" que acaba de salir de prisión. Cuando Michael es enviado a Afganistán a combatir, el helicóptero en el que viaja cae a tierra y es dado por muerto. Su esposa Sarah (Connie Nielsen) es avisada y se realiza un funeral en su nombre. Sin embargo Michael logra sobrevivir al accidente y es capturado por un grupo de guerrilleros afganos. Mientras tanto en Dinamarca su hermano Jannik y su esposa Sarah entablan una relación muy cercana. En Afganistán, Michael es conminado a un calabozo donde conoce a su compatriota Niels Peter un joven soldado también prisionero. Los afganos ofrecen a Michael a matar a Niels a garrotazos a cambio de dejarlo vivir y él lo hace, más adelante queda en libertad por un ataque perpetuado a la guerrilla realizado por soldados estadounidenses. Michael puede regresar a Dinamarca donde es recibido por su familia, manteniendo oculto ante todos el asesinato de su compañero de celda, Michael empieza a presentar comportamientos extraños causados por el impacto psicológico de lo vivido y termina por agredir a su esposa a causa de los celos que le provocan la relación de ella y sus hijas con su hermano Jannik, la situación se vuelve incontrolable y su esposa e hijas terminan huyendo de la casa mientras los hermanos se enfrentan a golpes, finalmente la policía arresta a Michael y Jannik se aleja de la familia.

## Adaptaciones
- Brothers, fue el nombre de la adaptación estadounidense, protagonizada por Tobey Maguire, Jake Gyllenhaal y Natalie Portman en el 2009.